# The Reckoning (Miniserie)
The Reckoning ist eine 2023 veröffentlichte britische Doku-TV-Miniserie, die die Karriere und die Sexualverbrechen der britischen Medienpersönlichkeit Jimmy Savile, dargestellt von Steve Coogan, von den frühen 1960er Jahren bis zu seinem Tod im Jahr 2011 zeigt. Sie basiert zum Teil auf dem Buch In Plain Sight: the Life and Lies of Jimmy Savile von Dan Davies.
Die Serie löste während ihrer Produktion eine Kontroverse aus und wurde erstmals im Oktober 2023 auf BBC One ausgestrahlt. The Reckoning erhielt gemischte Kritiken, wobei Coogans Darstellung von Savile gelobt wurde.

## Prämisse
Die Serie erzählt von der Karriere und den Sexualstraftaten von Jimmy Savile, der zu Lebzeiten einer der bekanntesten Radio- und Fernsehpersönlichkeiten Großbritanniens war und dessen Verbrechen erst nach seinem Tod ans Licht kamen. Zu Beginn und am Ende einiger Episoden kommen vier Überlebende des Missbrauchs durch Savile zu Wort. Jede Folge enthält Szenen, die in den letzten Lebensjahren von Savile spielen, vor allem wenn der Schriftsteller Dan Davies, der für sein Buch über Savile recherchiert, ihn an verschiedenen Orten interviewt.

## Produktion
Die Produktion wurde im Oktober 2020 angekündigt, und wurde bereits vor Beginn der Dreharbeiten kritisiert. Richard Morrison schrieb in der Times, dass der Film, da er von der BBC in Auftrag gegeben wurde, „weniger ein Akt der Zerknirschung als der Ausbeutung“ sei.
Ben Lawrence schrieb im Daily Telegraph, dass die Opfer von Saviles Verbrechen „etwas Besseres verdient hätten als die reflexartige Hysterie, die über The Reckoning aufgetaucht ist“, und dass „... die Frage nicht ist, ob wir ein Drama wie The Reckoning machen sollten, sondern wie wir es tun.“
Im September 2021 wurde bekannt gegeben, dass Steve Coogan die Rolle des Jimmy Savile übernommen hat. Die Arbeiten an der Produktion begannen Anfang Oktober 2021 und umfassten Dreharbeiten in Nordwestengland und Nordwales. Während der Produktion traf sich Coogan mit Überlebenden des Missbrauchs durch Savile und beruhigte sie, als sie ihn in seiner Rolle sahen. Coogan bat die Filmemacher, eine Szene abzuschwächen, in der von Savile angedeutet wird, wie er die Leiche einer älteren Frau in einem Leichenschauhaus belästigt, weil er sie zu unangenehm fand. Coogan, der später erklärte, er habe sich während der Dreharbeiten monatelang den Kopf rasiert, sagte, er habe sich in der Rolle des Savile so unwohl gefühlt, dass er schließlich „froh“ war, als die Dreharbeiten beendet waren.
Angesichts der Kontroverse um die Serie und die Ereignisse im Zusammenhang mit dem Tod von Königin Elizabeth II. sollte das Drama von der BBC zunächst im Jahr 2022 ausgestrahlt werden, wurde dann aber auf 2024 verschoben. Eine Quelle sagte: „Das vierteilige Drama wird so akribisch und sorgfältig bearbeitet, dass es den Opfern von Savile nicht noch mehr Schmerz und Leid zufügt.“ Sie wurde später auf 2023 vorgezogen. Die Serie wurde schließlich am 9. Oktober auf BBC One ausgestrahlt, alle Episoden waren ab demselben Datum außerdem auf iPlayer verfügbar. Coogan sagte Berichten zufolge eine Reihe von Buchsignierungen als Alan Partridge während der Sendung ab.
Das Programm wurde als teilweise fiktionalisiert dargestellt, wobei einige Figuren und Ereignisse zu dramatischen Zwecken geschaffen wurden. In einer Nebenhandlung in Episode 2 vergewaltigt Savile nach der Moderation einer Ausgabe von Top of the Pops ein junges asiatisches Mädchen, das sich anschließend mit einer Überdosis Tabletten umbringt. Dieser Vorfall basiert auf dem Selbstmord der 15-jährigen Claire McAlpine im Jahr 1971, die angab, von zwei Discjockeys sexuell missbraucht worden zu sein: Es ist unklar, ob Savile einer ihrer Peiniger war. Ein Freund von McAlpine sagte, sie sei verärgert über die Entscheidung der Filmemacher, nicht ihren richtigen Namen zu verwenden, und Mark Williams-Thomas kritisierte die Änderung der Ethnie der Figur von weiß zu asiatisch. Williams-Thomas wurde für seine Bemerkungen über die Ethnie der Figur kritisiert. Die Schlussszene, in der Savile tot in seinem Sessel sitzt und die Finger verschränkt, basiert auf der Behauptung, dass Savile, als er tot aufgefunden wurde, ein Lächeln im Gesicht hatte und die Finger verschränkt waren.

## Rezeption
The Reckoning erhielt von den Fernsehkritikern gemischte Kritiken, wobei die meisten Coogans Leistung lobten.
In der Zeitung The Guardian schrieb Lucy Mangan, Coogan sei „erschreckend brillant als Jimmy Savile“ gewesen, aber „wer sich The Reckoning anschaut, wird deprimiert, aber nicht erleuchtet“. Die Serie wurde als überflüssig kritisiert und weil sie von der BBC ausgestrahlt wurde, der vorgeworfen wurde, Savile zu Lebzeiten geschützt zu haben. John Nugent von Empire bewertete die Serie mit drei von fünf Sternen und beschrieb sie als „natürlich ein harter Brocken, der mit offensichtlicher Gewissenhaftigkeit gemacht wurde und in dessen Mittelpunkt eine zutiefst verstörende Hauptdarstellung von Steve Coogan steht. Ob dies die angemessene Form der Abrechnung für solch unvorstellbare Verbrechen ist, sollte jedoch zur Debatte stehen.“ Louis Theroux sagte auf die Frage, ob er die Serie für „geschmacklos“ halte, er sei ‚beeindruckt‘ von dem Versuch der Serie, „sich gewissenhaft an die Fakten zu halten“. Er lobte auch Coogans Leistung.
Coogan wurde beim British Academy Television Award für die beste Darstellung 2024 nominiert.